# Asiatische Rote Honigbiene
Die Asiatische Rote Honigbiene (Apis koschevnikovi), auch Rote Honigbiene genannt, gehört zu den acht asiatischen Arten der Honigbienen (Apis). Sie kommt auf Borneo, Java, Sumatra, auf der Malaiischen Halbinsel und im Süden Thailands vor. Da sie auf intakte Regenwälder angewiesen ist, kommt sie heute vorwiegend noch auf Borneo vor.

## Merkmale
Die Rote Honigbiene ähnelt stark der Östlichen Honigbiene (Apis cerana), ist aber etwa 10 bis 15 % größer. Arbeiterinnen erreichen eine Länge von etwa 7 bis 10 Millimetern. Die Grundfärbung ist rötlich, das Labrum, das Metanotum und die Unterseite des Abdomens sind bernstein- bis goldfarben. Die Beine sind gelblich. Die Flügel sind etwas rauchig gefärbt. Der Cubitalindex ist groß und sehr variabel. Die Drohnen weisen am Außenrand der Tibia und des basalen Tarsus einen haarigen Saum auf. Auch die Geschlechtsorgane sind anders gebaut als die der Östlichen Honigbiene.

## Lebensweise
Rote Honigbienen legen ihre Nester in Baumhöhlen im tropischen Tieflandregenwald an. Sie sammeln Nektar meist in Höhe des Kronendachs. Von den anderen äußerlich und genetisch sehr ähnlichen Arten sind sie durch die anders geformten Geschlechtsorgane, die unterschiedlichen Zeiten und Orte der Paarungsflüge und eine geringe Fruchtbarkeit von Hybriden getrennt.